# MIM-72 Chaparral

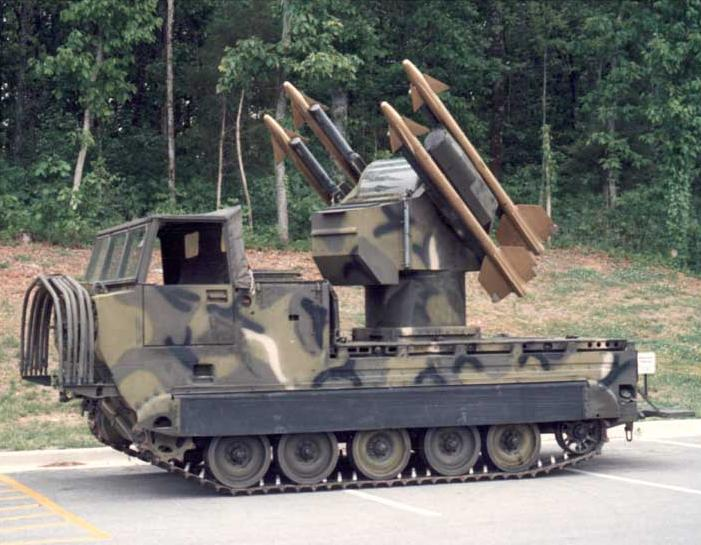
MIM-72 Chaparral

MIM-72/M48 Chaparral – amerykański system obrony przeciwlotniczej, złożony z samobieżnych wyrzutni kierowanych pocisków rakietowych ziemia-powietrze, bazujący na systemie pocisków rakietowych powietrze-powietrze AIM-9 Sidewinder. Wyrzutnie zbudowane są na bazie pojazdów M113 i weszły do użytku w US Army w 1969 roku. System MIM-72 stanowił uzupełnienie dla systemu artyleryjskiego M163 Vulcan Air Defense System.
Od końca lat 70. prowadzono prace nad następcą zestawów przeciwlotniczych M48 i M163, w postaci systemu ADATS; liczne mankamenty oraz koniec zimnej wojny doprowadziły do anulowania programu w 1992 roku. System MIM-72 zaczęto wycofywać w roku 1990, a jego eksploatację ostatecznie zakończono w 1998. Jego rolę w amerykańskiej armii przejęły pojazdy M1097 Avenger i M6 Linebacker, wyposażone w wyrzutnie pocisków przeciwlotniczych FIM-92 Stinger.

## Użytkownicy
- Chile
- Egipt
- Ekwador
- Izrael
- Maroko
- Portugalia
- Tajwan
- Stany Zjednoczone
- Tunezja